# Osadné, Snina
Osadné este o comună slovacă, aflată în districtul Snina din regiunea Prešov, pe malul râului Udava⁠(d). Localitatea se află la altitudinea de 385 m deasupra n.m., se întinde pe o suprafață de 26,523 km2 și în 2017 număra 157 de locuitori. Se învecinează cu Balnica⁠(d), Solinka⁠(d), Hostovice, Snina și Vyšná Jablonka.

## Istoric
Localitatea Osadné este atestată documentar din 1639.

## Demografie
| An:                | 1994 | 2004    | 2014    | 2024    |
| ------------------ | ---- | ------- | ------- | ------- |
| Număr de persoane: | 248  | 214     | 170     | 138     |
| Diferență:         |      | −13,70% | −20,56% | −18,82% |

| An:                | 2023 | 2024   |
| ------------------ | ---- | ------ |
| Număr de persoane: | 140  | 138    |
| Diferență:         |      | −1,42% |